# Bördeaue
Bördeaue è un comune di 1 788 abitanti situato nel land della Sassonia-Anhalt, in Germania.
Appartiene al circondario del Salzland e fa parte della comunità amministrativa Egelner Mulde.

## Storia
Il comune è stato costituito il 1º gennaio 2010 della fusione dei comuni di Unseburg e Tarthun.